# Rhiganthura spinosa
Rhiganthura spinosa là một loài chân đều trong họ Expanathuridae. Loài này được Kensley miêu tả khoa học năm 1978.